# Château de la Borie
Pour les articles homonymes, voir Borie (homonymie).
Le château de la Borie (chasteu de la Bòria en occitan) est un château de Haute-Vienne, situé sur la commune de Solignac, à quelques kilomètres au sud de Limoges. 
Le château date du XVIIe siècle et a été inscrit aux Monuments historiques en 1984.
Le site acquiert une vocation culturelle au début du XXe siècle. Depuis septembre 2017, le château de la Borie abrite un galerie d'art contemporain. Réaménagés une première fois en 2013, les jardins du château répondent depuis 2017 au concept du « jardin en mouvement », développé par le paysagiste français Gilles Clément.

## Historique

### Le Centre culturel de rencontres

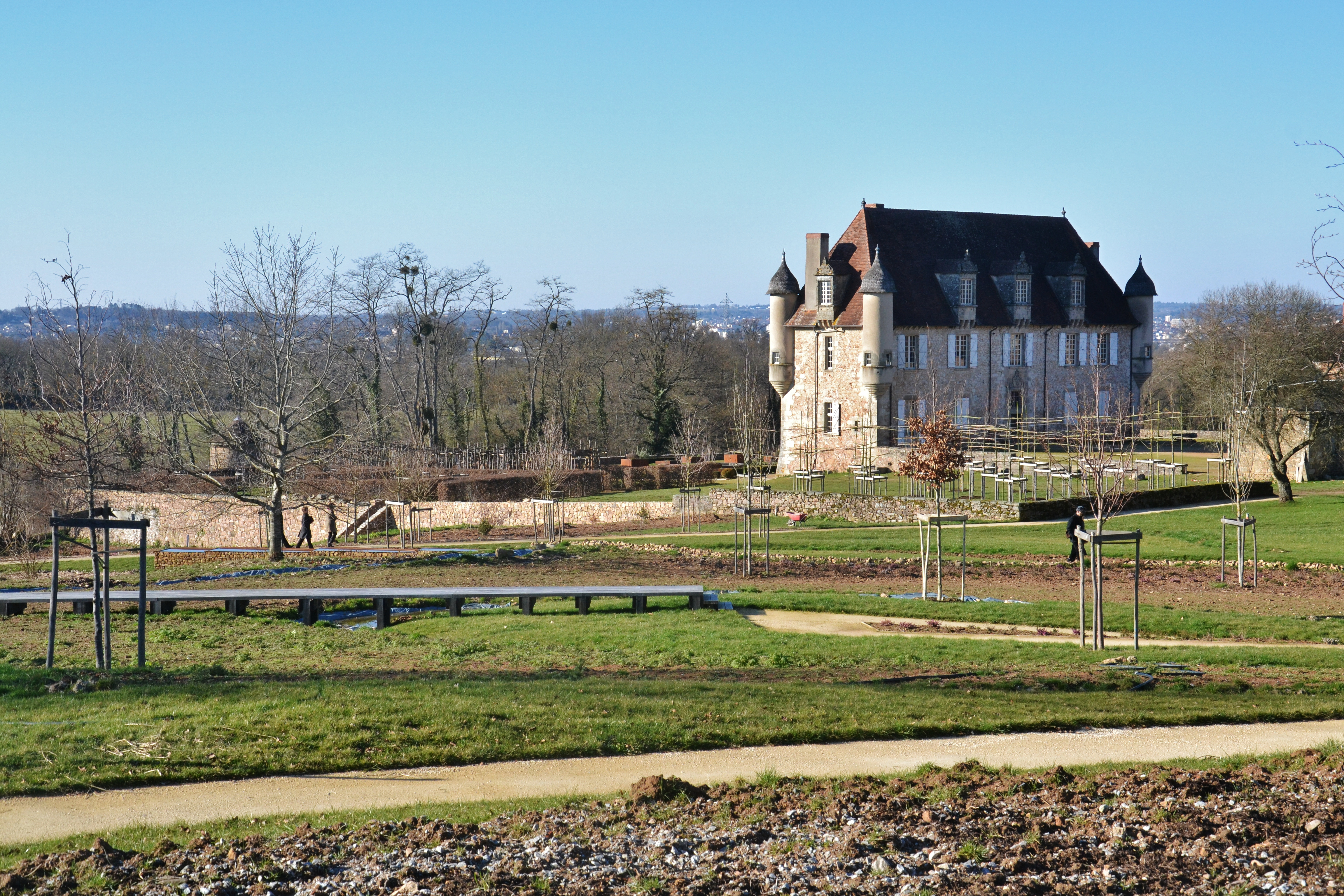
Vue sur le jardin en chantier à l'hiver 2013.

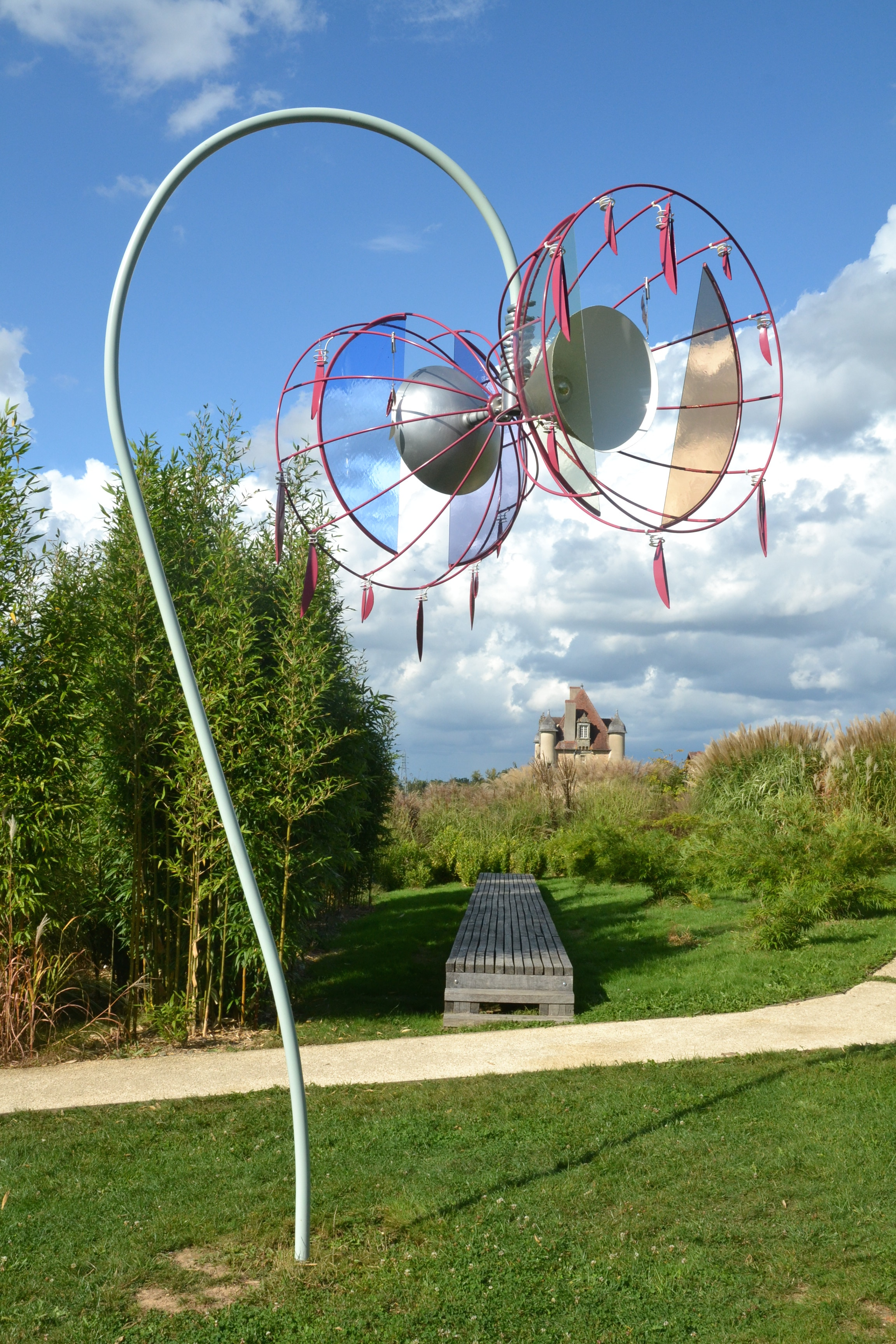
Une des structures du jardin des sons.

Propriété de la Fondation La Borie-en-Limousin jusqu'en 2015, il accueille jusqu'à cette date le Centre culturel européen de rencontres de la Borie-en-Limousin, ainsi que le label Laborie qui y organisait des résidences de musiciens de jazz, des concerts, et des séances d'enregistrement. Il a également été le siège de l'Ensemble baroque de Limoges (EBL), jusqu'à sa disparition en 2013.
Un « jardin des sons » de sept hectares a été aménagé entre 2011 et 2013 sur le site du château. Conçu par Louis Dandrel, Pierre Lagedamon, Emma Blanc et Patrick Rimoux, il associe conception paysagère et ingénierie du son et de la lumière. Inauguré en juin 2013, il est initialement ouvert au grand public et est animé d'une programmation musicale saisonnière.

### Difficultés financières et vente
En dépit d'une fréquentation jugée satisfaisante (22 000 entrées annuelles alors que la direction en espérait 14 000), la structure culturelle est en proie en 2014, sur fond de désaccords stratégiques, à d'importantes difficultés financières conduisant à la mise en place par l'État d'une mission d'expertise,, augurant une possible liquidation, finalement actée le 16 mars 2015.
Le domaine est ensuite mis en vente sur le site du groupe immobilier de luxe Mercure, avant que la justice choisisse finalement d'auditionner six repreneurs. Le 14 novembre 2016, le domaine est vendu à un couple de néerlandais, Harry Struijker-Boudier et Ardi Poels, qui y développent une galerie d'art contemporain,et un jardin dit « en mouvement » ou jardin écologique selon le principe du jardinier et botaniste Gilles Clément. 
Le site annonce sa réouverture pour le 15 septembre 2017, date du vernissage de la toute première exposition organisée par Harry Struijker-Boudier et Ardi Poels, intitulée Un coup de dés n'abolira jamais le hasard.
Le 12 juillet 2024, le domaine est revendu par ses anciens propriétaires à Alexandra et Francois Trausch. À l'initiative des propiétaires actuels, en 2025, voit le jour « La Borie Art Residency », une résidence d'artistes qui débouche sur une exposition estivale. Le château de la Borie fait partie du « Parcours Arts, Nature & Patrimoine Nouvelle Aquitaine ».  Il est ouvert au public à certaines dates durant la période estivale.